# Nyctemera restrictum
Nyctemera restrictum är en fjärilsart som beskrevs av Butler 1894. Nyctemera restrictum ingår i släktet Nyctemera och familjen björnspinnare. Inga underarter finns listade i Catalogue of Life.